# Жуков, Борис Петрович
Бори́с Петро́вич Жу́ков (30 октября (12 ноября) 1912 — 23 сентября 2000, Москва, Российская Федерация) — советский учёный в области технической химии. Академик АН СССР (1974). Дважды Герой Социалистического Труда (1966, 1982). Лауреат Сталинской (1951), Ленинской (1976) и Государственной премии СССР (1967). Заслуженный деятель науки и техники РСФСР (1972).

## Биография
Родился 30 октября (12 ноября) 1912 года в Самарканде (ныне Узбекистан).
В 1930 году поступил рабочим на Жилёвский химический завод (Московская область), затем работал старшим техником Научно-испытательного института Военно-воздушных сил в Москве.
Окончил Московский химико-технологический институт им. Д. И. Менделеева (1937). Член ВКП(б) с 1944 года.
С 1937 года — на научной и руководящей работе; в течение 37 лет возглавлял Люберецкое научно-производственное объединение «Союз» (ранее НИИ-125, ныне Федеральный центр двойных технологий «Союз»).
В 1939 году выполняет первую серьёзную работу по отработке зарядов для артиллерии, обеспечивающих гашение дульного пламени.
В 1941 году под его руководством в лаборатории разрабатываются рецептуры пироксилиново-селитренных порохов, которые решили задачу исключительной важности — обеспечить зарядами установки «Катюша» на период развёртывания производства баллиститных порохов.
В 1953-1955 годах - заместитель Министра оборонной промышленности СССР.
Академик Академии наук СССР (1974; член-корреспондент c 1968 года). Кандидат технических наук (1941). Доктор технических наук (1951).
Умер 23 сентября 2000 года. Похоронен в Москве на Новодевичьем кладбище (участок № 10).

## Семья
Дети: дочь Татьяна (род. 6.10.1943), сын Виктор (род. 21.8.1954) ).

## Награды и премии
- Дважды Герой Социалистического Труда (1966; 1982)
- четыре ордена Ленина (1963; 1966; 1975; 1982)
- Орден Октябрьской революции (1971)
- Орден Трудового Красного Знамени (1958)
- Орден «Знак Почёта» (1944)
- медали
- Орден Дружбы народов
- Благодарность Президента Российской Федерации (4 июня 1999 года) — за большой вклад в развитие отечественной науки, многолетний добросовестный труд и в связи с 275-летием Российской академии наук[4]
- Почётная грамота Президиума Верховного совета Российской Федерации (10 ноября 1992 года) — за большие  заслуги в развитии оборонной промышленности, научные разработки в области ракетных топлив[5]
- Сталинская премия 2-й степени (1951) — за разработку новых приборов
- Государственная премия СССР (1967)
- Ленинская премия (1976)
- премия имени С. П. Королёва (1982)
- Заслуженный деятель науки и техники РСФСР (1972)
- Почётный гражданин Московской области (1999)
- Почётный гражданин города Дзержинского

## Память
- В 1997 году, в год 50-летия ФЦДТ «Союз», в городе Дзержинском был установлен бюст дважды Герою Социалистического Труда академика Жукова работы скульптора Аникушина.
- В г. Дзержинском имеется музей Жукова, его именем названа одна из улиц города[6].

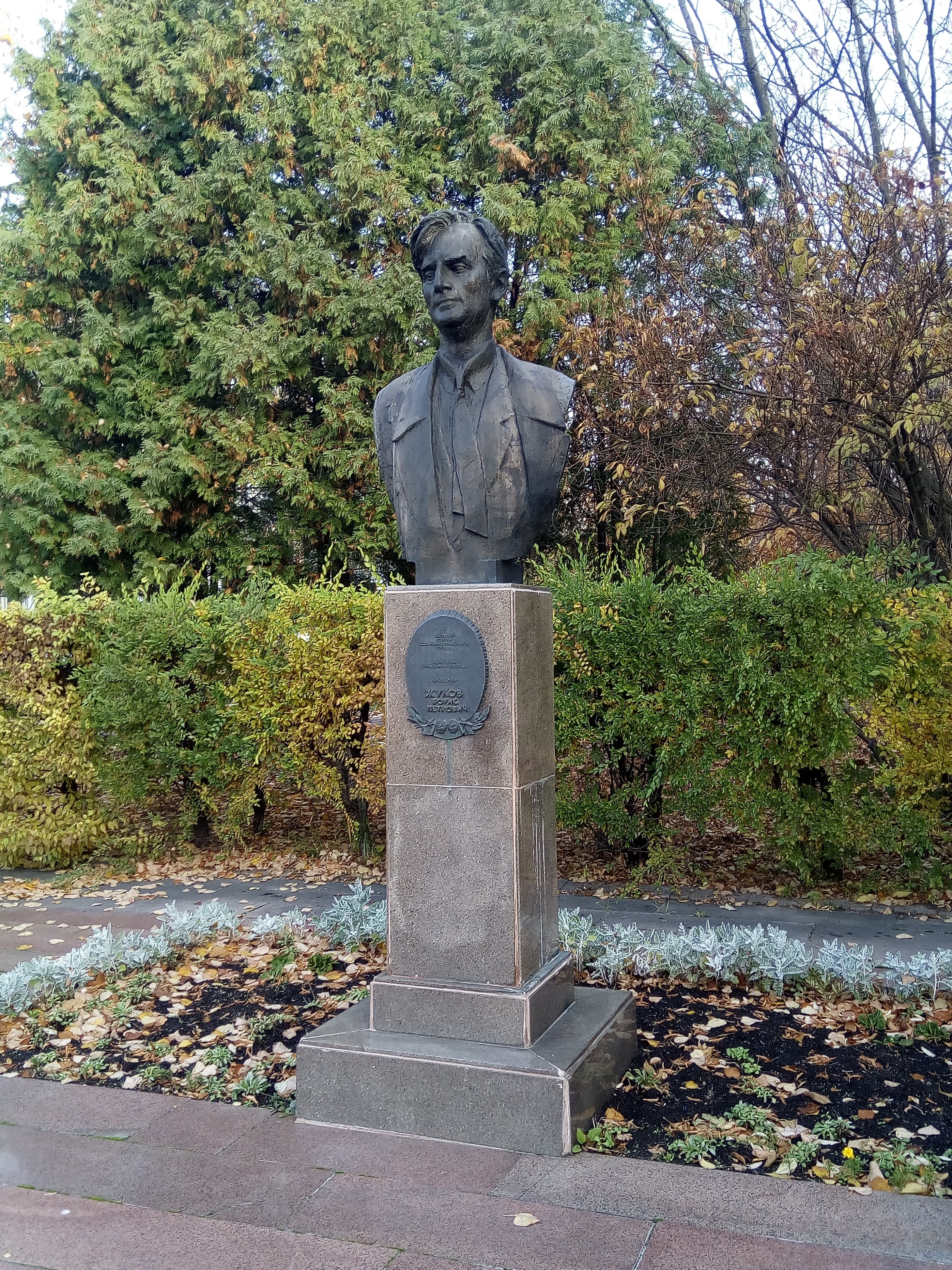
Бюст академика Жукова в городе Дзержинском.
Могила Б. П. Жукова на Новодевичьем кладбище Москвы.